# Агафонов, Кронид Кронидович
Крони́д Крони́дович Агафо́нов (1859 — не ранее 1927) — штаб-офицер для особых поручений Главного управления государственного коннозаводства, полковник, военный корреспондент, журналист. Военный писатель, поэт.

## Биография
Окончил перворазрядное училище Лялина. На военную службу поступил 30.04.1879 года. С 1879 г. в 16-м драгунском Нижегородском полку. Окончил кавалерийское юнкерское училище.
В 1904 г. — специальный корреспондент газеты «Русский инвалид» на Дальнем Востоке.
Участник русско-японской войны 1904—1905. На 1 января 1909 г. служил в 4-м драгунском Новотроицко-Екатеринославском генерал-фельдмаршала князя Потемкина-Таврического полку в чине подполковника.
Штаб-офицер для особых поручений V кл. при Главном управлении государственного коннозаводства (с 06.05.1914). На 1917 год в том же чине и должности.

## Чины
- Корнет (ст. 29.01.1884).
- Поручик (ст. 29.01.1888).
- Штабс-ротмистр (ст. 25.03.1892).
- Ротмистр (ст. 31.05.1899).
- Подполковник (ст. 18.09.1906).
- Полковник (пр. 06.05.1914; ст. 06.05.1914; за отличие по службе).

## Творчество
Журналист. Постоянно сотрудничая в «Русском Инвалиде» в отделе скакового спорта, в своих статьях настойчиво проводил идею широкого распространения английской кровной лошади для военного дела, и энергично отстаивал мысль, что офицеры не должны принимать участия в скаковых состязаниях с тотализатором.
Сотрудник многих спортивных журналов. Был членом военно-исторической комиссии по описанию русско-турецкой войны (1877—1878) и одним из учредителей Императорского военно-исторического общества.
Во время русско-японской войны 1904—1905 был официальным и специальным корреспондентом газеты «Русский Инвалид», участником многих боёв, набега на Инкоу и других событий. Перед заключением мира ему поручено было собрать на театре военных действий дела и документы по русско-японской войне 1904—1905.
Он организатор в г. Харбине «Хранилища дел манжчурской армий» (приказ Главнокомандующего 25.09.1905 г. № 2052), перевёз его в Санкт-Петербург, где был назначен делопроизводителем и заведующим архивом военно-исторической комиссии по описанию русско-японской войны 1904—05 г.г. Главного управления генерального штаба, в работах которой принимал деятельное участие.
Во время войны сотрудничал в издававшихся на театре военных действий «Вестнике Манчжурских Армий» и «Военной Жизни».
В 1920-е годы работал в Обществе конного спорта и на конном заводе «Победа».
Автор работ по истории войн, войсковых частей, конного спорта. Специалист по составлению полковых историй, большой любитель и знаток Глуховского 6-го драгунского полка.

## Награды
- орден Святого Станислава 2-й степени (1902)
- орден Святой Анны 4-й степени (1906)
- орден Святой Анны 2-й степени с мечами (1906)
- орден Святого Владимира 4-й степени с бантом (1909 за 25 лет службы)
- орден Святого Владимира 3-й степени (ВП 02.08.1915).

## Семья
Жена Анна Яковлевна. Сын Василий был крещён в январе 1908 года в церкви Терийоки.